# Raúl Guerrero
Raúl Alfredo Guerrero Rivas, detto El Nene (1924 – Guayaquil, 7 gennaio 1994), è stato un cestista ecuadoriano.

## Carriera
Con l'Ecuador ha disputato i Campionati del mondo del 1950, segnando 15 punti in 5 partite.